# 斛一
蛇夫座ι，又名BD+10 3092，HD 152614、SAO 102458、HR 6281，是蛇夫座的一颗恒星，视星等为4.38，位于銀經28.73，銀緯30.66，其B1900.0坐标为赤經16h 49m 16.5s，赤緯+10° 30.66′ 48″。